# Andra Karpin
Andra Karpin (nach Heirat: Andra Vainsalu; * 19. Februar 1979 in Pärnu) ist eine estnische Fußballspielerin.
Karpin spielte unter anderen für den estnischen Verein Pärnu JK. Weitere Stationen sind bisher nicht bekannt. Für die Nationalmannschaft Estland bestritt sie 38 Länderspiel und schoss dabei 4 Tore.